# Kamintern (obwód mohylewski)
Kamintern (biał. Камінтэрн; ros. Коминтерн) – wieś na Białorusi, w obwodzie mohylewskim, w rejonie mohylewskim, w sielsowiecie Pałykawiczy. Od zachodu graniczy z Mohylewem.